# Bundestagswahlkreis Hamm – Unna II
Der Wahlkreis Hamm – Unna II (Wahlkreis 144; bis zur Bundestagswahl 2021 Wahlkreis 145) ist ein Bundestagswahlkreis in Nordrhein-Westfalen. Er umfasst die kreisfreie Stadt Hamm und den nördlichen Teil des Kreises Unna mit den Städten Lünen, Selm und Werne. Der Wahlkreis wurde bislang bei allen Wahlen von der SPD gewonnen.

## Wahlkreisgeschichte
Der Wahlkreis Hamm – Unna II wurde zur Bundestagswahl 1980 neu gebildet.
| Wahl      | Wahlkreisname      | Gebiet                                                             |
| --------- | ------------------ | ------------------------------------------------------------------ |
| 1980–1998 | 117 Hamm – Unna II | Stadt Hamm, die Gemeinden Lünen, Selm und Werne aus dem Kreis Unna |
| 2002–2009 | 146 Hamm – Unna II | Stadt Hamm, die Gemeinden Lünen, Selm und Werne aus dem Kreis Unna |
| 2013–2021 | 145 Hamm – Unna II | Stadt Hamm, die Gemeinden Lünen, Selm und Werne aus dem Kreis Unna |
| 2025–     | 144 Hamm – Unna II | Stadt Hamm, die Gemeinden Lünen, Selm und Werne aus dem Kreis Unna |

## Wahlkreisabgeordnete
| Wahl | Abgeordneter | Abgeordneter       | Partei | Stimmen in % |
| ---- | ------------ | ------------------ | ------ | ------------ |
| 1980 |              | Udo Fiebig         | SPD    | 54,0         |
| 1983 | 48,2         | Udo Fiebig         | SPD    |              |
| 1987 |              | Dieter Wiefelspütz | SPD    | 49,0         |
| 1990 | 48,0         | Dieter Wiefelspütz | SPD    |              |
| 1994 | 49,9         | Dieter Wiefelspütz | SPD    |              |
| 1998 | 55,4         | Dieter Wiefelspütz | SPD    |              |
| 2002 | 54,3         | Dieter Wiefelspütz | SPD    |              |
| 2005 | 55,0         | Dieter Wiefelspütz | SPD    |              |
| 2009 | 43,9         | Dieter Wiefelspütz | SPD    |              |
| 2013 |              | Michael Thews      | SPD    | 43,2         |
| 2017 | 36,4         | Michael Thews      | SPD    |              |
| 2021 | 40,6         | Michael Thews      | SPD    |              |
| 2025 | 32,2         | Michael Thews      | SPD    |              |

## Wahlergebnisse

### Bundestagswahl 2025
| Kandidaten                                             | Kandidaten                 | Parteien/Listen       | Erststimmen | Erststimmen | Zweitstimmen | Zweitstimmen |
| Kandidaten                                             | Kandidaten                 | Parteien/Listen       | Stimmen     | %           | Stimmen      | %            |
| ------------------------------------------------------ | -------------------------- | --------------------- | ----------- | ----------- | ------------ | ------------ |
|                                                        | Michael Thewsgewählt im WK | SPD                   | 58.097      | 32,2        | 41.849       | 23,1         |
|                                                        | Arnd Hilwig                | CDU                   | 54.186      | 30,1        | 51.259       | 28,4         |
|                                                        | Nelli Soumaoro             | Bündnis 90/Die Grünen | 11.476      | 6,4         | 14.777       | 8,2          |
|                                                        | Lucas Slunjski             | FDP                   | 4.786       | 2,7         | 6.098        | 3,4          |
|                                                        | Georg Schroeter            | AfD                   | 38.828      | 21,5        | 38.093       | 21,1         |
|                                                        | Sefika Minte               | Die Linke             | 12.865      | 7,1         | 13.545       | 7,5          |
|                                                        | –                          | Freie Wähler          | –           | –           | 740          | 0,4          |
|                                                        | –                          | Tierschutzpartei      | –           | –           | 2.768        | 1,5          |
|                                                        | –                          | dieBasis              | –           | –           | 324          | 0,2          |
|                                                        | –                          | Die PARTEI            | –           | –           | 944          | 0,5          |
|                                                        | –                          | Todenhöfer            | –           | –           | 509          | 0,3          |
|                                                        | –                          | Volt                  | –           | –           | 871          | 0,5          |
|                                                        | –                          | MLPD                  | –           | –           | 45           | 0,0          |
|                                                        | –                          | PdF                   | –           | –           | 299          | 0,2          |
|                                                        | –                          | Bündnis Deutschland   | –           | –           | 214          | 0,1          |
|                                                        | –                          | BSW                   | –           | –           | 8.266        | 4,6          |
|                                                        | –                          | MERA25                | –           | –           | 96           | 0,1          |
|                                                        | –                          | WerteUnion            | –           | –           | 82           | 0,0          |
| Gesamt                                                 | Gesamt                     | Gesamt                | 180.238     | 100         | 180.779      | 100          |
|                                                        |                            |                       |             |             |              |              |
| Ungültige Stimmen                                      | Ungültige Stimmen          | Ungültige Stimmen     | 1.686       | 0,9         | 1.145        | 0,6          |
| Wähler                                                 | Wähler                     | Wähler                | 181.924     | 79,9        | 181.924      | 79,9         |
| Wahlberechtigte                                        | Wahlberechtigte            | Wahlberechtigte       | 227.760     |             | 227.760      |              |
|                                                        |                            |                       |             |             |              |              |
| Quellen: Die Bundeswahlleiterin, Kandidaten – Ergebnis |                            |                       |             |             |              |              |

### Bundestagswahl 2021
| Kandidaten                                            | Kandidaten                 | Parteien/Listen      | Erststimmen | Erststimmen | Zweitstimmen | Zweitstimmen |
| Kandidaten                                            | Kandidaten                 | Parteien/Listen      | Stimmen     | %           | Stimmen      | %            |
| ----------------------------------------------------- | -------------------------- | -------------------- | ----------- | ----------- | ------------ | ------------ |
|                                                       | Arnd Hilwig                | CDU                  | 44.266      | 26,5        | 40.444       | 24,2         |
|                                                       | Michael Thewsgewählt im WK | SPD                  | 67.774      | 40,6        | 59.227       | 35,4         |
|                                                       | Lucas Slunjski             | FDP                  | 12.058      | 7,2         | 16.764       | 10,0         |
|                                                       | Robert Henning             | AfD                  | 15.562      | 9,3         | 15.497       | 9,3          |
|                                                       | Martin Kesztyüs            | GRÜNE                | 16.958      | 10,2        | 19.149       | 11,4         |
|                                                       | Rebekka Kämpfe             | DIE LINKE            | 6.285       | 3,8         | 5.694        | 3,4          |
|                                                       | –                          | Die PARTEI           | –           | –           | 1.574        | 0,9          |
|                                                       | –                          | Tierschutzpartei     | –           | –           | 2.680        | 1,6          |
|                                                       | –                          | PIRATEN              | –           | –           | 640          | 0,4          |
|                                                       | Folke Hellmig              | FREIE WÄHLER         | 2.610       | 1,6         | 1.242        | 0,7          |
|                                                       | –                          | NPD                  | –           | –           | 238          | 0,1          |
|                                                       | –                          | ÖDP                  | –           | –           | 99           | 0,1          |
|                                                       | –                          | V-Partei³            | –           | –           | 82           | 0,0          |
|                                                       | –                          | Gesundheitsforschung | –           | –           | 264          | 0,2          |
|                                                       | –                          | MLPD                 | –           | –           | 23           | 0,0          |
|                                                       | –                          | Die Humanisten       | –           | –           | 113          | 0,1          |
|                                                       | –                          | DKP                  | –           | –           | 31           | 0,0          |
|                                                       | –                          | SGP                  | –           | –           | 12           | 0,0          |
|                                                       | Dominik Pfau               | dieBasis             | 1.539       | 0,9         | 1.164        | 0,7          |
|                                                       | –                          | Bündnis C            | –           | –           | 110          | 0,1          |
|                                                       | –                          | du.                  | –           | –           | 81           | 0,0          |
|                                                       | –                          | LIEBE                | –           | –           | 267          | 0,2          |
|                                                       | –                          | LKR                  | –           | –           | 38           | 0,0          |
|                                                       | –                          | PdF                  | –           | –           | 58           | 0,0          |
|                                                       | –                          | LfK                  | –           | –           | 159          | 0,1          |
|                                                       | –                          | Team Todenhöfer      | –           | –           | 1.406        | 0,8          |
|                                                       | –                          | Volt                 | –           | –           | 372          | 0,2          |
| Gesamt                                                | Gesamt                     | Gesamt               | 167.052     | 100         | 167.428      | 100          |
|                                                       |                            |                      |             |             |              |              |
| Ungültige Stimmen                                     | Ungültige Stimmen          | Ungültige Stimmen    | 1.708       | 1,0         | 1.332        | 0,8          |
| Wähler                                                | Wähler                     | Wähler               | 168.760     | 73,0        | 168.760      | 73,0         |
| Wahlberechtigte                                       | Wahlberechtigte            | Wahlberechtigte      | 231.226     |             | 231.226      |              |
|                                                       |                            |                      |             |             |              |              |
| Quellen: Die Bundeswahlleiterin, Kandidaten – Stimmen |                            |                      |             |             |              |              |

Der Wahlkreis wird im Bundestag weiterhin durch den zum dritten Mal in Folge direkt gewählten Wahlkreisabgeordneten Michael Thews (SPD) vertreten, der dem Parlament seit 2013 angehört.

### Bundestagswahl 2017
Die Bundestagswahl 2017 fand am 24. September statt und führte zu folgendem Ergebnis:
| Direktkandidat   | Partei                | Erststimmen in % | Zweitstimmen in % |
| ---------------- | --------------------- | ---------------- | ----------------- |
| Sylvia Jörrißen  | CDU                   | 35,2             | 30,3              |
| Michael Thews    | SPD                   | 36,4             | 31,5              |
| Beate Oertel     | FDP                   | 5,9              | 10,4              |
| Eckhard Kneisel  | Bündnis 90/Die Grünen | 4,4              | 5,3               |
| Sven Kleinemeier | Die Linke             | 5,9              | 7,0               |
| Pierre Jung      | AfD                   | 10,4             | 11,2              |
|                  | Sonstige              | 1,8              | 4,3               |

### Bundestagswahl 2013
Bei der Bundestagswahl 2013 trat Michael Thews für die SPD als Nachfolger von Dieter Wiefelspütz an. Neben Wiefelspütz traten auch der langjährige Parlamentarische Geschäftsführer der FDP-Bundestagsfraktion, Jörg van Essen, und der frühere CDU-Generalsekretär, Laurenz Meyer, nicht wieder zur Wahl an.
| Direktkandidat       | Partei                | Erststimmen in % | Zweitstimmen in % |
| -------------------- | --------------------- | ---------------- | ----------------- |
| Sylvia Jörrißen      | CDU                   | 39,3             | 36,9              |
| Michael Thews        | SPD                   | 43,2             | 38,5              |
| Christoph Dammermann | FDP                   | 2,1              | 3,7               |
| Marie Dazert         | Bündnis 90/Die Grünen | 5,0              | 6,0               |
| Udo Gabriel          | Die Linke             | 5,6              | 6,3               |
| Martin Böckel        | PIRATEN               | 2,4              | 2,1               |
| Hans-Jochen Voß      | NPD                   | 1,8              | 1,2               |
|                      | Sonstige              | —                | 5,2               |

### Bundestagswahl 2009
| Direktkandidat     | Partei               | Erststimmen in % | Zweitstimmen in % | Bundestagswahl 2005 Zweitstimmen in % |
| ------------------ | -------------------- | ---------------- | ----------------- | ------------------------------------- |
| Dieter Wiefelspütz | SPD                  | 43,9             | 33,4              | 47,9                                  |
| Laurenz Meyer      | CDU                  | 32,8             | 31,8              | 31,0                                  |
| Jörg van Essen     | FDP                  | 9,1              | 12,1              | 7,5                                   |
| Adrian Mork        | GRÜNE                | 5,4              | 7,7               | 5,4                                   |
| Alisan Sengül      | LINKE                | 7,0              | 9,6               | 5,4                                   |
| —                  | REP                  | —                | 0,3               | 0,4                                   |
| —                  | Die Tierschutzpartei | —                | 0,6               | 0,5                                   |
| Hans-Joachim Voß   | NPD                  | 1,8              | 1,3               | 0,9                                   |
| —                  | FAMILIE              | —                | 0,5               | 0,4                                   |
| —                  | PIRATEN              | —                | 1,7               | —                                     |
| —                  | RENTNER              | —                | 0,4               | —                                     |
| —                  | Zentrum              | —                | 0,0               | 0,0                                   |
| —                  | BüSo                 | —                | 0,0               | 0,0                                   |
| —                  | Volksabstimmung      | —                | 0,1               | 0,1                                   |
| —                  | MLPD                 | —                | 0,0               | 0,0                                   |
| —                  | PSG                  | —                | 0,0               | 0,0                                   |
| —                  | RRP                  | —                | 0,1               | —                                     |
| —                  | ödp                  | —                | 0,1               | —                                     |
| —                  | DVU                  | —                | 0,1               | —                                     |